# Fromhetstradition
Begreppet fromhetstradition betecknar grupperingar eller inriktningar inom en religion som delar vissa gemensamma drag och har en gemensam historia. Fromhetstraditioner används vanligen som en mer informell indelning av kyrkliga inriktningar än indelning efter olika organisationer eller teologiska inriktningar och kan sträcka sig över de organiserade samfundens gränser. 
Fromhetstraditionerna kännetecknas mer av vilka ämnen som betonas inom förkunnelsen och hur de synliga formerna för sökandet efter gudskontakt eller religiös upplevelse tar sig uttryck än efter skillnader i definierade lärosatser eller mellan religiösa organisationer. Dessa olika former för religionsutövning är ändå ofta grundade i vissa teologiska tolkningar. Exempel på fromhetstraditioner inom svensk kristenhet är högkyrklighet, lågkyrklighet, gammalkyrklighet, traditionell folkkyrklighet, progressiv folkkyrklighet, karismatiska rörelsen, trosrörelsen, laestadianism och schartauanism. Även mystik tradition och kristen meditation kan ses som fromhetstraditioner även om den folkliga förankringen i Sverige varit liten. Fromhetstraditionerna har ofta olika historiska förgrundsgestalter som formulerat eller tolkat inriktningens särdrag. Olika fromhetstraditioner har fått olika starkt fäste i olika delar av Sverige.